# Great American Novel
Der Begriff Great American Novel (dt. der „Große amerikanische Roman“) ist ein im amerikanischen Literaturdiskurs häufig verwendetes Schlagwort. Er bezeichnet das Ideal eines Romans, der exemplarisch das Wesen der USA abbilden soll, also den besten amerikanischen Roman, der je geschrieben wurde (oder geschrieben werden kann).
Der Begriff wurde von dem Schriftsteller John William DeForest im Titel eines Aufsatzes geprägt, der am 9. Januar 1869 in der Zeitschrift The Nation erschien. Henry James kürzte den Begriff zum Akronym GAN.

## Diskursive Bedeutung
Das Konzept der Great American Novel steht im Zusammenhang mit dem romantischen Paradigma der Nationalliteratur, also der Vorstellung, dass sich das Wesen einer Nation exemplarisch in ihrer Literatur manifestiere. In den USA verstärkte das Legitimationsbedürfnis der jungen Republik insbesondere gegenüber dem Mutterland Großbritannien das Bestreben, als Kulturnation den europäischen Nationen ebenbürtig zu erscheinen. Die amerikanische Literatur sollte dabei aber die europäische Literatur nicht imitieren, sondern spezifisch amerikanische Themen in einer spezifisch amerikanischen Manier verarbeiten.
Angefacht wurde die Konkurrenz zwischen der amerikanischen und englischen Literatur zudem durch häufige Seitenhiebe englischer Autoren. Besonders nachhaltig kränkte ein 1824 von Sydney Smith in der Edinburgh Review publizierter Satz den Stolz des amerikanischen Literaturbetriebs:

„In the four quarters of the globe, who reads an American book? (deutsch:"Wer liest auf dieser großen weiten Welt denn schon ein amerikanisches Buch?").“

 Andererseits beklagten durchaus auch amerikanische Kritiker im 19. Jahrhundert oft, dass die amerikanische Literatur bislang wenig oder nichts zur "Weltliteratur" beigetragen habe.
Dass von allen literarischen Gattungen ausgerechnet dem Roman der Auftrag zukam, die Weihen der Nation zum Ausdruck zu bringen, ist zum einen im allgemeinen Prestigezuwachs begründet, den der Roman auch in Europa verzeichnete, und dem entsprechenden Bedeutungsverlust anderer Formen wie etwa des Versepos. Zum anderen hat der Roman in den USA von jeher ein besonderes Renommee; die amerikanische Unabhängigkeit und die Entstehung des modernen Romans fallen in die gleiche Zeit.
Einen Höhepunkt erreichte die Verklärung amerikanischer Schriftsteller in den 1940er und 1950er Jahren in der Nachfolge von F. O. Matthiessens einflussreichen literaturhistorischem Werk The American Renaissance (1941). Die Matthiesen folgende Amerikanistengeneration (so vor allem Perry Miller, Henry Nash Smith, Charles Feidelson, Harry Levin, Leo Marx, Leslie Fiedler) verschrieben sich der Aufgabe, das spezifisch Amerikanische der amerikanischen Literatur zu benennen. Seit den 1970er Jahren ist dieser Ansatz ob seiner ideologischen Prämissen in Verruf geraten.
Bereits 1850 wurde von der Verlagswerbung der Roman Onkel Toms Hütte als „the greatest of American tales“ bezeichnet. Im 1938 veröffentlichten Roman The Great American Novel schilderte Clyde Brion Davis  tagebuchartig die Anstrengungen des Protagonisten, ein entsprechendes Werk zu schreiben. Als Rezept eines GAN-tauglichen Roman gilt demnach: Man spiegele die großen sozialen Verwerfungen der Gegenwart im Mikrokosmos einer amerikanischen Familie.

## Titelanwärter
Ungeachtet aller Ideologiekritik wird im amerikanischen Literaturbetrieb immer wieder die Frage gestellt, welcher Roman die Great American Novel ist, oder ob sie noch gar nicht geschrieben wurde. Philip Roth parodierte dieses Spiel, indem er 1972 einen Roman mit dem Titel The Great American Novel veröffentlichte. Roths Roman ist eine ironische Apotheose des Baseballspiels, also einer trivialen, aber dennoch klassischen amerikanischen Freizeitbeschäftigung.
Als Anwärter auf den Titel des besten amerikanischen Romans aller Zeiten wurden folgende Romane ins Feld geführt:
- Moby-Dick von Herman Melville
- Der scharlachrote Buchstabe von Nathaniel Hawthorne
- Die Abenteuer des Huckleberry Finn von Mark Twain
- Eine amerikanische Tragödie von Theodore Dreiser
- Der große Gatsby von F. Scott Fitzgerald
- Schall und Wahn von William Faulkner
- Früchte des Zorns von John Steinbeck

John Dos Passos’ Romantrilogie U.S.A (1930–36) kann als gezielter Versuch verstanden werden, den Titel der Great American Novel einzufordern – sie ist ein breit angelegtes Sittenbild aller amerikanischen Landesteile und Bevölkerungsschichten. 
Sofern überhaupt ein Europäer als Autor der Great American Novel in Frage kommt, sollte nach Meinung von Jan Wiele  in der Frankfurter Allgemeine Zeitung der norwegische Autor Johan Harstad mit seinem Roman Max, Mischa und die Tet-Offensive ebenfalls in den Kreis der Kandidaten gehören.